# 维勒多曼
维勒多曼（法語：Villedômain，法語發音：[vildomɛ̃] ⓘ）是法国安德尔-卢瓦尔省的一个市镇，位于该省东部偏南，属于洛什区。

## 地理
维勒多曼（47°3'10"N, 1°15'21"E）面积16.47 平方千米，位于法国中央-卢瓦尔河谷大区安德尔-卢瓦尔省，该省份为法国中西部省份，北起萨尔特省、东北接卢瓦-谢尔省，东南接安德尔省，南至维埃纳省，西临曼恩-卢瓦尔省。
与维勒多曼接壤的市镇（或旧市镇、城区）包括：安德尔河畔沙蒂永、埃克耶、普雷欧、圣梅达尔、安德鲁瓦河畔洛谢、努昂莱方丹。

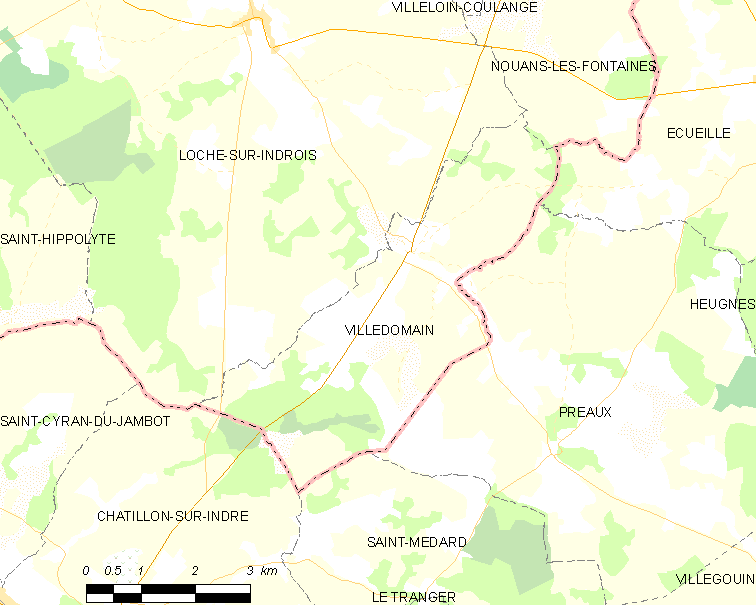
维勒多曼的OSM定位图

维勒多曼的时区为UTC+01:00、UTC+02:00（夏令时）。

## 行政
维勒多曼的邮政编码为37460，INSEE市镇编码为37275。

## 政治
维勒多曼所属的省级选区为洛什县。

## 人口

1962-2008年间维勒多曼人口变化图示

维勒多曼于2022年1月1日时的人口数量为127人。